# Ямато (Канаґава)

35°29′15″ пн. ш. 139°27′29″ сх. д. / 35.48750° пн. ш. 139.45806° сх. д.
Яма́то (яп. 大和市, やまとし, МФА: [jamato ɕi̥]) — місто в Японії, в префектурі Канаґава.

## Короткі відомості
Розташоване в центральній частині префектури, на східному краю плато Саґаміхара. Виникло на основі постоялого містечка раннього нового часу. Отримало статус міста 1959 року. Основою економіки є машинобудування, виробництво електротоварів, комерція. В південно-західній частині міста розташована частина авіаційної бази Ацуґі військово-повітряних сил США. Станом на 1 квітня 2009 площа міста становила 27,06 км². Станом на 1 липня 2011 населення міста становило 229 557 осіб.

## Міста-побратими
- Мінамі-Уонума, Японія
- Тайва, Японія
- Косю, Японія